# روبرت إتش ريد
روبرت إتش ريد (بالإنجليزية: Robert H. Reed)‏ هو ضابط أمريكي، ولد في 10 أكتوبر 1929 في إلكورن سيتي في الولايات المتحدة، وتوفي في 24 ديسمبر 2017 في ميرتل بيتش في الولايات المتحدة.